# كارل هيرمان
كارل هيرمان (بالألمانية: Carl Hermann)‏ (و. 1898 – 1961 م) هو فيزيائي، وأستاذ جامعي من ألمانيا .
توفي في ماربورغ ، عن عمر يناهز 63 عاماً.

## مناصب وهيئات
أدار جامعة دارمشتات للتكنولوجيا، وجامعة ماربورغ.

## جوائز
حصل على جوائز منها:
- Righteous Among the Nations.